# Tilloclytus cubae
Tilloclytus cubae är en skalbaggsart som beskrevs av Fisher 1932. Tilloclytus cubae ingår i släktet Tilloclytus och familjen långhorningar.
Artens utbredningsområde är Kuba. Inga underarter finns listade i Catalogue of Life.